# Пардубиці (округ)
Пардубиці (чеськ. Okres Pardubice) — адміністративно-територіальна одиниця в Пардубицькому краї Чеської Республіки. Адміністративний центр — місто Пардубиці. Площа округу — 880,09 км², населення становить 169 836 осіб.
До округу входить 112 муніципалітетів, з котрих 8 — міста.